# Can Felip (Vilopriu)
Can Felip és una obra de Vilopriu (Baix Empordà) inclosa a l'Inventari del Patrimoni Arquitectònic de Catalunya.

## Descripció
Can Felip és un gran casal situat a la vora de Vilopriu. Va ser construït aprofitant el desnivell del terreny, i té estructura complexa, amb pati a una banda i tanca que unifica el conjunt. Hi ha terrasses i dependències annexes. El cos principal té teulada a dues vessants. Totes les obertures són allindades i emmarcades per carreus regulars. La resta d'obra és de paredat, arrebossat. Es corona amb un ràfec. Hi ha dos accessos, un a través del pati sud i un per la façana nord. A la façana sud hi ha una galeria d'arcs de mig punt.

## Història
L'origen de l'edifici es pot situar en el segle xviii. En una pedra angular de la façana principal hi apareix inscrita la data del 1779.